# Інки
І́нки (однина — інка) — панівний рід народу кечуа («Сини Сонця»), що мешкав на території сучасного Перу та деяких інших країн і створив велику централізовану імперію зі столицею у місті Куско в Андах. Історично інками називали лише чоловічу частину роду правителів (жінок з роду називали пальями чи н'юстами, а палью-правительку — койя). Однак на сьогодні в побуті словом «інки» називають усіх підданих Синів Сонця. Імперія інків існувала досить короткий час — з 1438 до 1533 року. У 1533 році останнього правителя інків Атуальпу задушили іспанські загарбники.
Археологічні дослідження показують, що велику кількість цивілізаційних здобутків інки успадкували від попередніх цивілізацій, а також від підкорених ними сусідніх народів. До появи на історичній арені інків у Південній Америці існував ряд цивілізацій: Моче (або культура Мочика, відома своєю кольоровою керамікою та іригаційними системами), Уарі (або Варі, їхня держава була прообразом імперії інків), Чан-Чан (центр — місто Чимор, характерна кераміка та архітектура), Наска (відомі тим, що створили так звані лінії Наска, а також своїми системами підземних водопроводів, керамікою), Тіауанако (цивілізація міста Тіауанако з населенням близько 40 000, що розташовувалося на східному березі озера Тітікака), Чачапоя (Воїни Хмар, відомі своєю грізною фортецею Куелап, яку ще називають «Мачу-Пікчу півночі»).

## Імперія інків
Імперія інків (кеч. Tawantin Suyu Тавантінсу́ю — «Четвірка земель») простягалась довгою смугою у Південній Америці з півночі на південь і включала частини територій сучасних Колумбії, Чилі, Перу, Болівії, Еквадору, Аргентини, а з Куско у чотири сторони виходили чотири дороги і кожну з них іменували згідно з назвою тієї частини імперії, до якої вона вела.

## Виникнення та експансія
Заснування країни приписують легендарному імператору Манко Капаку. Він заснував місто Куско приблизно у XII ст. Місто розташоване на висоті 3416 метрів над рівнем моря, у глибокій долині між двома гірськими хребтами.

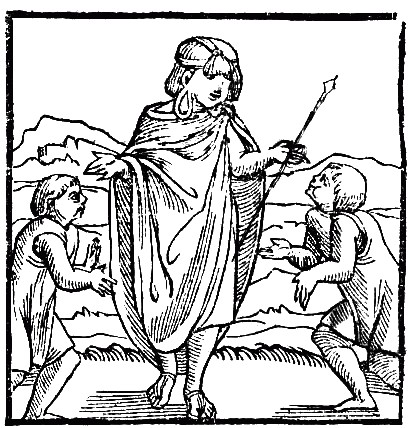
Перше європейське зображення Інків. Педро Сьєса де Леон. Хроніка Перу, 1553

Остання цитадель інків — місто Мачу Пікчу, розташоване на висоті 2300 метрів над рівнем моря

Після заснування територія країни постійно розширювалась. Особливо, після того як імператор Яруар Уакак створив у інкській імперії регулярну армію. Великі завоювання здійснив Інка Пачакутек. Він заснував справжню імперію, адже до цього інки були всього лиш одним з численних індіанських племен, а Куско — звичайним містечком. Більшість підконтрольної інкам землі завоювали Пачакутек та його син Тупак (Топа) Інка. Невеличку частину території приєднав дванадцятий Інка — Уайна Капак. Правителі Уаскар і Атауальпа були синами Уайна Капака. Після його смерті вони розпочали виснажливу міжусобну війну. До приходу іспанців переможцем у війні став Атауальпа.
Каппаккуна (поіменний перелік правителів) інків: Інки легендарного періоду історії:
- 1. Манко Капак — засновник Куско та царства інків. Умовні роки правління 1200—1230.
- 2. Сінчі Рока — династія Нижнього Куско, 1230—1260 рр.
- 3. Льоке Юпанкі — династія Нижнього Куско, 1260—1290 рр.
- 4. Майта Капакі — династія Нижнього Куско, 1290—1320 рр.
- 5. Капак Юпанкі — династія Нижнього Куско, 1320—1350 рр.
- 6. Інка Рока — династія Верхнього Куско (перехід влади до іншої династії, вочевидь в результаті перевороту), 1350—1380 рр.
- 7. Яруар (Явар) Уакак — династія Верхнього Куско. Наприкінці його правління на Куско нападають індіанці народу чанкі. Відсторонений від влади чи то сином, чи то іншими членами клану інків через нездатність захистити країну.
- 8. Віракоча Інка — династія Верхнього Куско. За одними джерелами він переможець чанків, за іншими саме він і був тим правителем, якого спадкоємці усунули від влади, 1410—1438 рр.

Інки «імперського періоду» (історичні інки):
- Пачакуті (Пачакутек) Інка Юпанкі — династія Верхнього Куско. Перший історичний Інка, переможець чанків, об'єднав усіх кечуа, роки правління 1438—1471.
- Тупак (Топа) Інка Йупанкі — династія Верхнього Куско. Найбільший завойовник, роки правління 1471—1493.
- Уайна Капак — династія Верхнього Куско, роки правління 1493—1523.
- Уаскар — династія Верхнього Куско. Відсторонений від влади, а потім його вбив Атауальпа, роки правління 1523—1532.
- Атауальпа — побічний син Уайна Капака. Рік захоплення влади не зовсім уточнений. Страчений іспанцями в 1533 році.

При підкоренні сусідніх племен інки з одного боку використовували свою сильну та численну армію, а з іншого боку прихиляли до себе еліту підкорюваних регіонів. Вони примушували їх вивчати мову кечуа, насаджували свої звичаї та вводили свої закони. На завойовані племена накладався податок — міта.
Кількість жителів імперії налічувала за різними оцінками від 5 — 6 до 11-14 млн.

## Підкорення іспанцями
У 1521 році Ернан Кортес завоював ацтеків, що надихнуло Франсіско Пісарро, двоюрідного брата матері Кортеса, у 1531 році почати підкорення інків. 1532 року Пісарро прибув на узбережжя сучасного Перу з 160 пішими воїнами та 26 кіньми. Однак у дорозі його армія доповнилася місцевими, що були невдоволені пануванням інків. Інка завзято боровся із завойовниками, але його держава була слабка від внутрішніх негараздів і міжусобної війни. Багато воїнів померло від натуральної віспи, занесеної іспанцями. Столицю інків, місто Куско, підкорили 1536 року. Інка з небагатьма прихильниками перейшов у гірський регіон Вількабамба, де його панування тривало ще 30 років. 1572 року останнього імператора інків, Тупака Амару, задушили іспанці.

## Державне управління. Соціальна організація

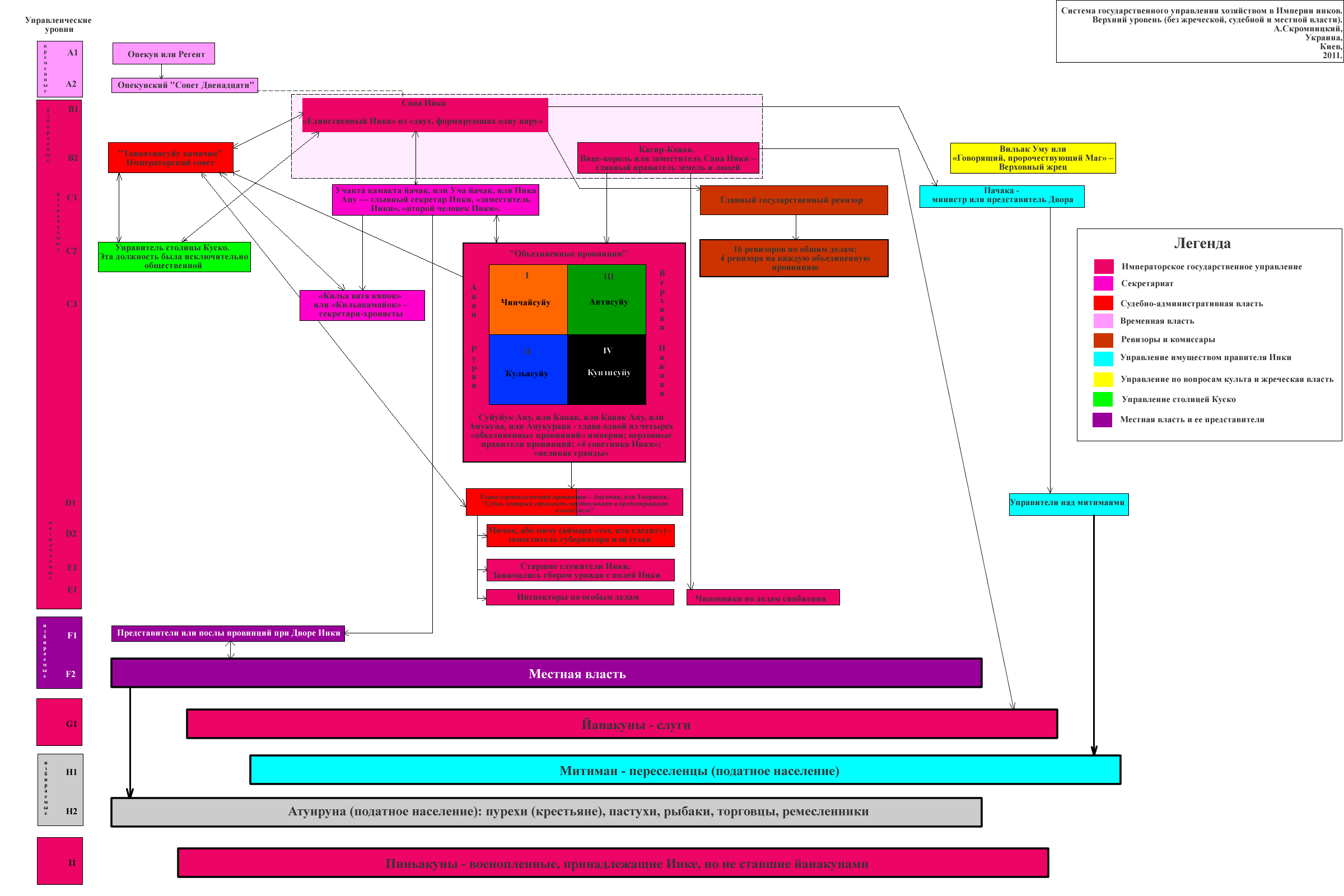
Система державного управління господарством в Імперії інків.

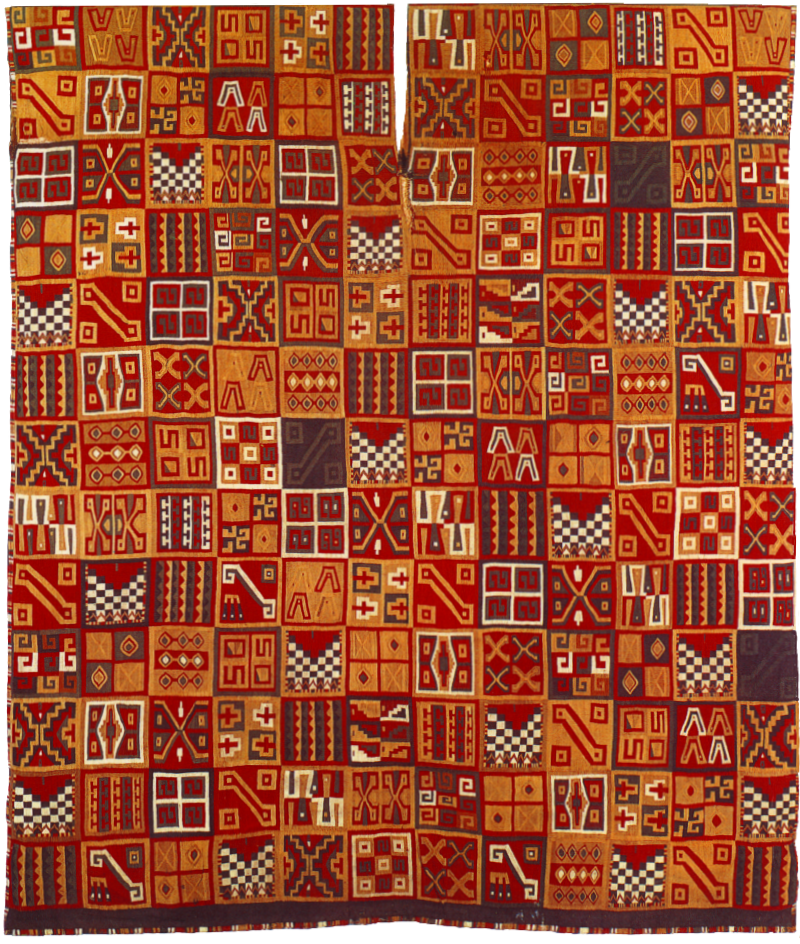
Туніка (частина одягу) інки. Мачу-Пікчу

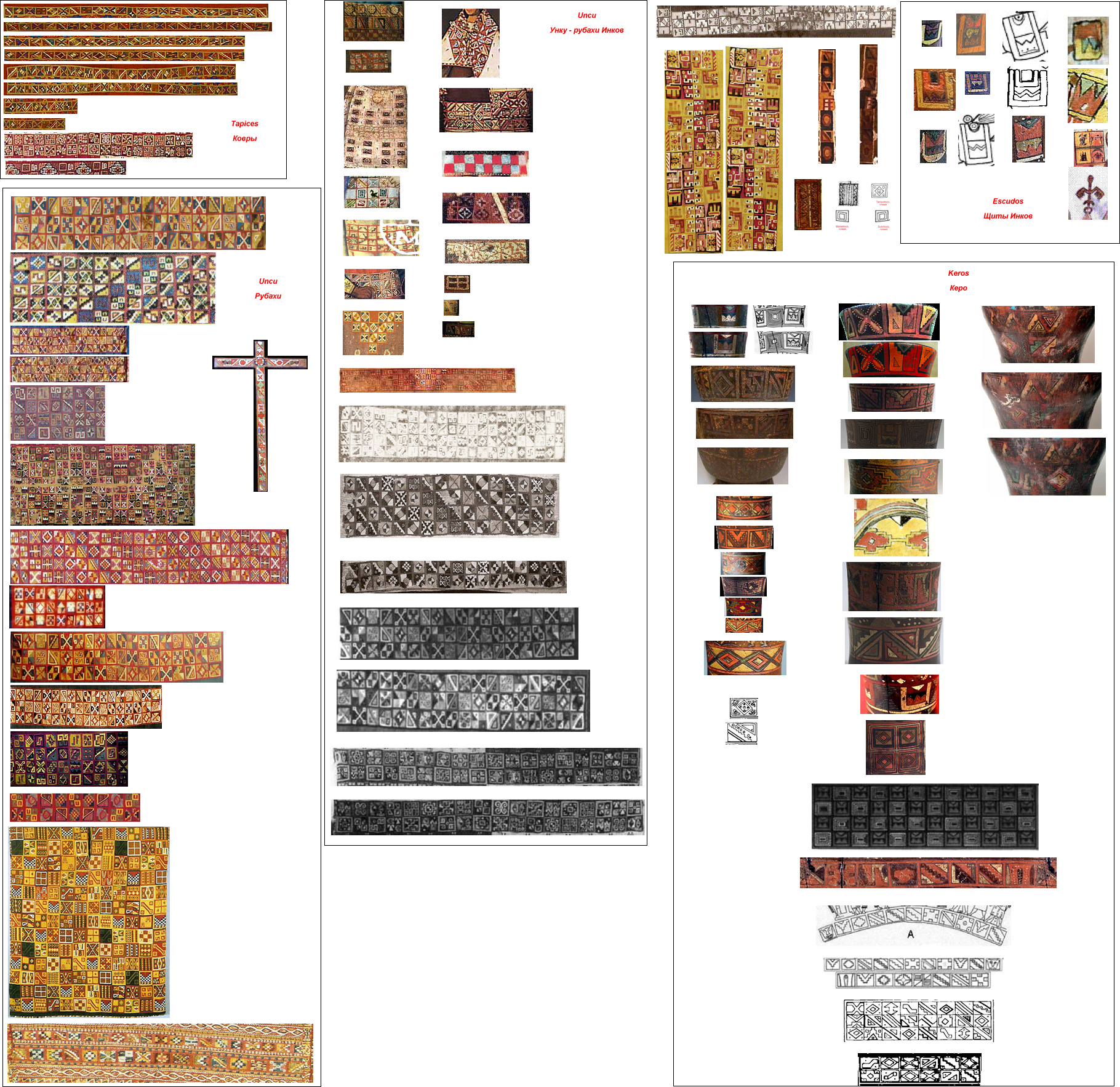
Токапу Інків.

Офіційною мовою інків була кечуа, хоча в імперії існувало ще близько 700 мов. Кечуа має віддалену спорідненість з мовою аймара, якою говорили індіанці, що жили поблизу озера Тітікака. Достеменно невідомо, якою мовою спілкувались інки до того, як 1438 року Пачакутек зробив кечуа державною мовою. Цілком може бути, що початково інки були не кечуамовні. Підкорюючи нові племена інки змушували їх вивчати кечуа. Можливою доколумбівською самоназвою інків було слово «капак-куна» (величні, прославлені). Вважають, що інки були кечумовною групою, яка з часом перетворилось на прошарок знаті, пов'язаною з правлячою династією (або були усі нащадками володарів міста-держави Куско).
Тауантінсую була централізованою державою, яку очолював спочатку Капак Інка (на кшталт короля), а потім імператор, якого називали Сапа Інкою. Його вважали нащадком бога сонця і святим. Очевидно Інка мав необмежену владу, будучи одночасно жерцем і напівбогом. Нового імператора, як правило, вибирала рада членів імператорської сім'ї. Кандидатами були сини законної дружини (койя). У Інки була одна офіційна дружина при величезній кількості наложниць. Так, за деякими оцінками, Уайна Капак мав близько п'ятсот синів, яким довелось жити вже при іспанському правлінні. Своїх нащадків Інка призначав на найтитулованіші посади. З кінця XIV століття за правління Інки Роки для зміцнення влади та спокійної передачі влади впровадили інститут співволодаря, якого називали Інка Ратін).
Держава ділилась на чотири частини: Чинчайсую, Антісую, Контісую і Колласую. Чотири кути границь цих провінцій сходились у Куско. Кожною з цих частин керував апо, який мав родинні зв'язки з імператором і був підзвітний тільки йому. Апо відповідав за підтримання в належному стані транспортних шляхів, освоєння сільськогосподарських земель та своєчасне сплачування податків. У районах управління знаходилося в руках місцевих посадовців (тукуйрікуків).
В основі всієї діяльності лежала громада — айльу. Усередині громади перебувала моногамна родина — сукупність моногамних родин, що підтверджується пануванням батьківського права. Підпорядкування родини громаді носило абсолютний характер, проте сам член громади не був на становищі раба, оскільки мав право на свій земельний наділ. Громади з 5, 10 та 50 родин обирали свого голову з членів цих родин. На чолі 100 і більше сімей стояли кураки або касіки — представники родової знаті, що обіймали цю посаду у спадок.
Водночас в інків був відсутній інститут рабства. Такий соціальний прошарок, як «янакон», відносять до категорії хатніх рабів, але їхня роль в економічній діяльності суспільства була мізерно мала, як мізерна була і їх чисельність — кілька тисяч на більш ніж 10-мільйонне населення імперії.
Існував постійний поштовий зв'язок з фортецями і резиденціями місцевих правителів. Повідомлення передавали естафетою з гінцями-бігунами. На дорогах, неподалік один від одного, були розташовані поштові станції, де завжди чергували гінці. Естафету доставляли зі швидкістю близько 225 км на день. Відомо, що Сапа Інкі доставляли в Куско свіжу рибу з морського узбережжя через 2 дні після улову.

## Адміністративний поділ Інкської імперії

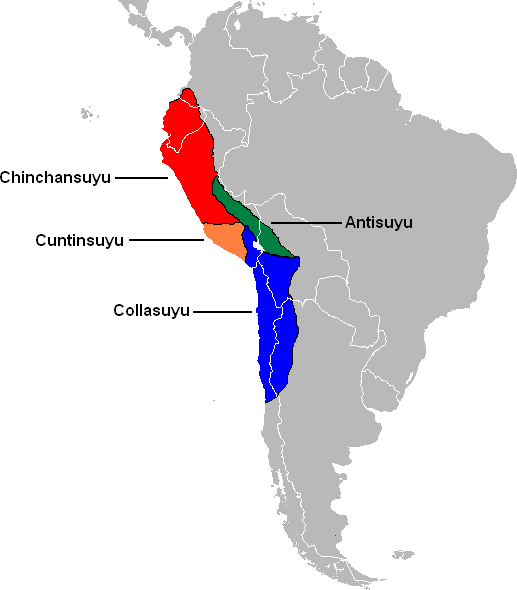
Мапа Тауантінсую: Чинчайсую — червоний колір, Кольасую — синій колір, Антісую — зелений колір, Кунтісую — помаранчевий колі

Основною, первинною ланкою суспільства імперії була айлью. До складу кожної громади входило кілька родин. Два найнижчих ступеня (керівники 5 та 10 домогосподарств) були спадковими, і їх займали з числа пурехів. Наступними ланками були 50 («піка») сотня («пачака»), тисяча («уаранга») і десять тисяч («хуну»).
Всі айлью району об'єднувалися у дві «половини», так звані «сайя» (відповідали за кількістю хуну, тобто 10 тис. родин), які складали провінцію («уамані») держави інків. Кілька долин або провінцій (до 20) входили до однією з чотирьох основних частин держави — в одну з чотирьох «чвертей імперії» або «сторін світу» (сую) — Кольасую, Кунтісую, Чинчайсую, Антісую. Найбільшими були Кольасую та Чінчасую. Окремою адміністративною частиною були корінні землі держави Куско разом із столицею імперії — «пупом світу».
Інки засновували провінції та чверті імперії здебільшого на традиційних територіях споконвічних маленьких держав. Кожна уамані у воєнний час спрямовувала до армії мобілізовану «дивізію». У міру того як інки завойовували все більш віддалені землі, межі сую продовжувалися, але зберігали одного разу заданий напрямок.
Імперія інків поділялася на:
Королівство Куско
Чинчайсую
1. Атауілью
2. Ауавака
3. Кахамарка
4. Кахатамбо
5. Калуа
6. Касма
7. Чачапоя
8. Чанчай
9. Чао
10. Чикама
11. Чилька
12. Чимботе
13. Чиму
14. Чинча
15. Чинчайкуча
16. Кончуко
17. Уакрачуко
18. Уамачуко
19. Уамалі
20. Уамбо
21. Уанкабамба
22. Уанкауілька
23. Уануко
24. Уаруко
25. Уармей
26. Уаура
27. Уайльа
28. Ламбаєке
29. Ліма
30. Лурін
31. Мала
32. Мойобамба
33. Непеньа
34. Окро
35. Олмос
36. Пакасмайо
37. Пармунка
38. Пінко
39. Піско
40. Пієрія
41. Тарма
42. Тумбес
43. Віру
44. Яуйо

Кольасую
1. Аріка
2. Кана
3. Канче
4. Каранка
5. Каруна
6. Кавіна
7. Чіча
8. Уучапампа
9. Колагуа
10. Ліпе
11. Локумба
12. Лупака
13. Мокегуа
14. Пакаса
15. Кольауркосую
16. Сама
17. Тамбо
18. Тарата
19. Убіна
20. Ямпара

Антісую
1. Кампа
2. Чунчу
3. Куніба
4. Ларе
5. Мачіуенга
6. Умасую
7. Паукарттамбо
8. Піра
9. Шіпіба
10. Вількабамба

Кунтісую
1. Акарі
2. Ангарі
3. Арікіпа
4. Атіко
5. Аймара
6. Камана
7. Карауелі
8. Кауана
9. Чанка
10. Чілке
11. Чукльючука
12. Чукурпу
13. Чумпіуілька
14. Кунтісую
15. Кутабамба
16. Уанка
17. Іка
18. Наска
19. Укуна
20. Пакіуанакуча
21. Кечуа
22. Кільке
23. Рукана
24. Сора
25. Уілька
26. Янауара
27. Яука

## Власність
Земельний наділ — тупу — виділяли чоловікові, як голові наявної родини, або тому, що може виникнути в майбутньому, а також його дітям, але не дружині. Розмір тупу при щорічному перерозподілі громадських земель залежав виключно від чисельного складу сім'ї.
Найбільшими власниками був Сапа Інка, члени його родини та династії, а також місцева знать, нащадки підкорених володарів. Проте саме Сапа Інка мав безмежну владу та контроль над економічними процесами імперії.

### Кіпу

Кіпу

## Наука
У державі інків найбільшого розвитку отримали астрономія, математика та медицина, що обумовлювалося державними, суспільно-економічними та релігійними потребами правлячої династії, знаті та простих мешканців.

## Культура та мистецтво
Інки не мали писемної системи, однак для передачі інформації вони використовували кіпу — складну систему кольорових шнурків заплетених у вузлики. В таких посланнях очевидно передавались цифри та статистичні дані. Підкоряючи нові племена, інки переймали їх винаходи. Є відомості, що люди, які розуміли, створювали та дешифрували кіпу, були окремою етнічною групою, тобто одним з племен, яке підкорили інки. Крім цього кіпу обов'язково вивчали представники верхівки інків.

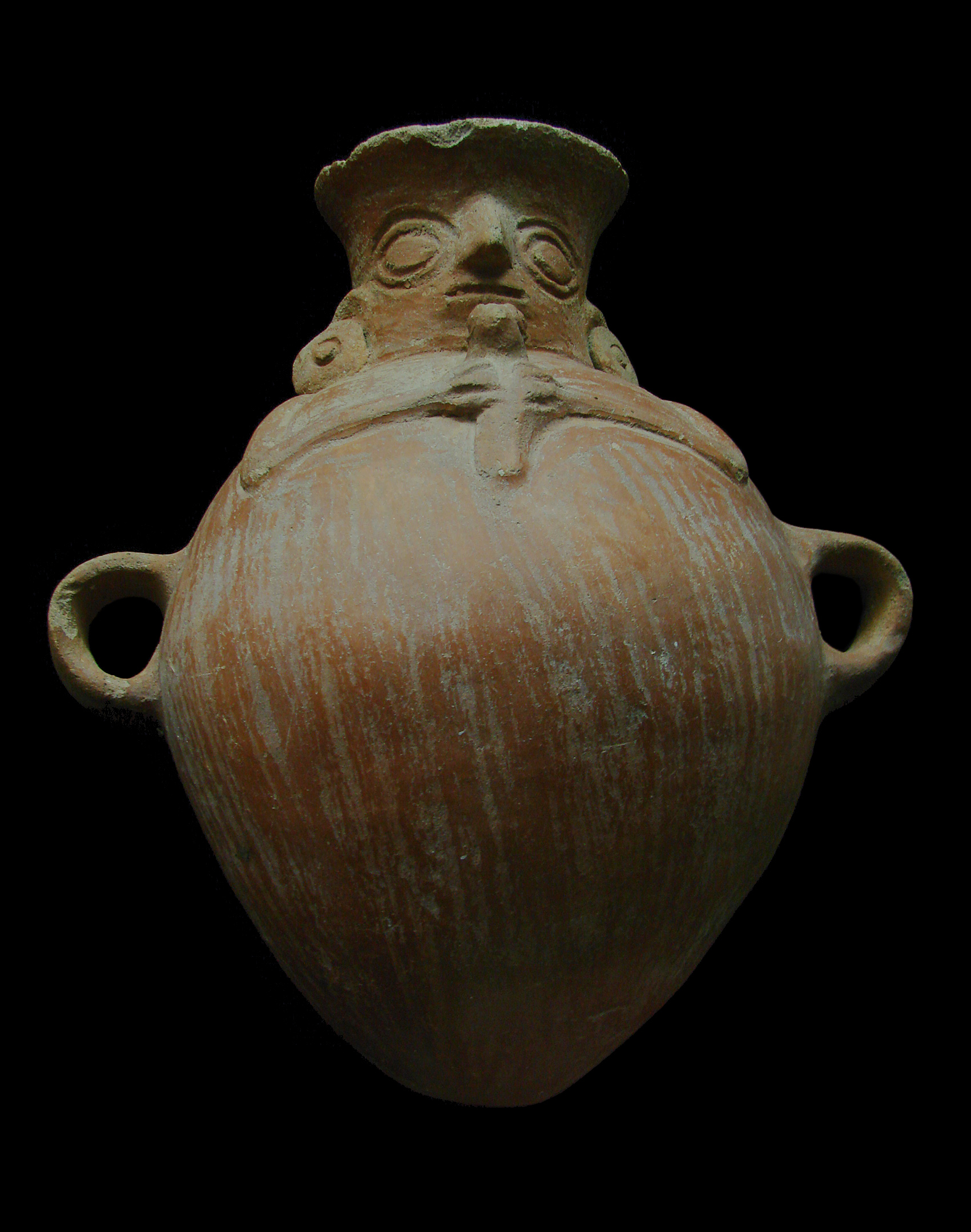
Кераміка інків.

Відомо, що інки були чудовими ткачами. Дівчата змалечку навчались ткати вовняний одяг, збирати рослини, які використовували як барвники.
Одяг інків різнився в залежності від соціального положення людини. Однак, найчастіше це була туніка, що сягала колін. Туніка підкреслювала офіційний статус людини. На ній вільно носили щось на зразок покрову, чи плаща. На ногах вони носили плетене взуття, шкіряні сандалі. Інки використовували головні убори. У високогір'ї одяг робили з вовни.
У підкорених регіонах люди продовжували носити традиційне вбрання. Однак найкращі ткачі культури Чан-Чан були переміщені в Куско, щоб ткати кінпі — найкращий одяг. До того ці ткачі були переміщені людьми Чан-Чан у їх столицю з міста Сікан.
У інків була добре розвинена кераміка та обробка металів. Обробка металів інками дуже нагадує мистецтво Чиму. Це також можна пояснити тим, що після завоювання королівства Чимор найкращі ковалі культури Чан-Чан були переміщені в Куско.
Інки володіли мистецтвом муміфікації.

## Будівництво
Підтримувати цілісність такої великої імперії інкам допомагала вражаюче розвинена система доріг. Вони побудували приблизно 22 530 кілометрів доріг, які непогано збереглись до нашого часу. Одна з доріг простягається практично вздовж усього Тихоокеанського узбережжя Південної Америки. Деякі дороги проходять на висоті 5 км. Високогірні ділянки дороги інки мостили плоскими каменями, а також будували кам'яні стіни, щоб запобігти падінню зі скель. У деяких місцях для прокладання дороги вони прорубували скелі, створювали тунелі та круті сходи. Слід зауважити, що при цьому інки не знали колеса та колісних транспортних засобів, тому усі подорожі здійснювались пішо.
У доповнення до доріг Інки будували з канатів вражаючі підвісні мости, які були єдиним шляхом подолання гірських ущелин та річок.
Щоб допомогти подорожнім на кожних кілька кілометрів розміщували будинки для відпочинку («тамбо»), в яких можна було переночувати, приготувати їжу та нагодувати ламу.
Такі розвинені транспортні шляхи дозволяли інкам швидко переміщати свої війська та будівельні матеріали. Дороги також мали велике значення для передачі інформації. Інки передавали спеціальними посланцями усні послання та повідомлення записані за допомогою кіпу. Ці посланці (часкі) були професійними бігунами. Для того щоб швидко передати повідомлення на далекі віддалі посланці передавали їх по ланцюжку, тобто бігун пробігав визначену відстань і передавав повідомлення наступному, той наступному і надалі. Такий спосіб дозволяв імператору отримувати відомості про те, що відбувається у частинах імперії, віддалених за тисячі кілометрів, всього за декілька днів. Щоб підтримати силу часкі жували листя коки.

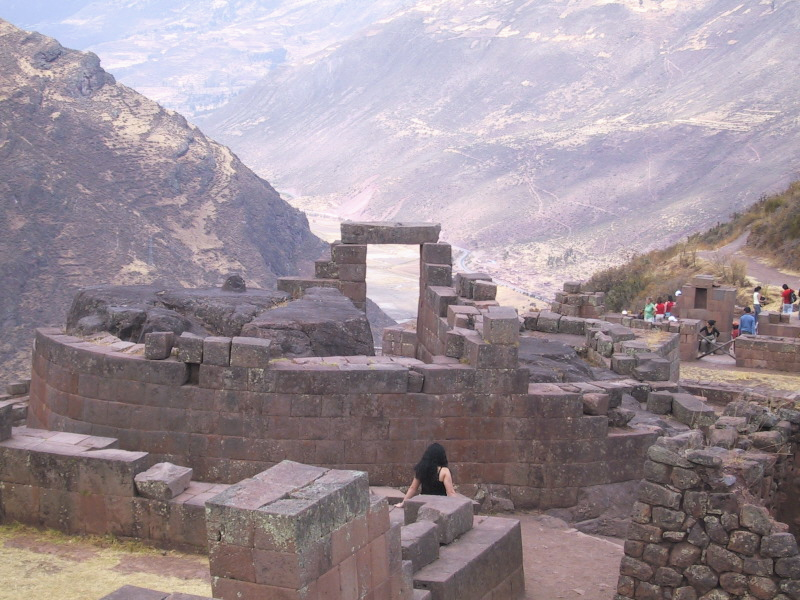
Руїни Оллантайтамбо — військового, культурного та релігійного центру інків.

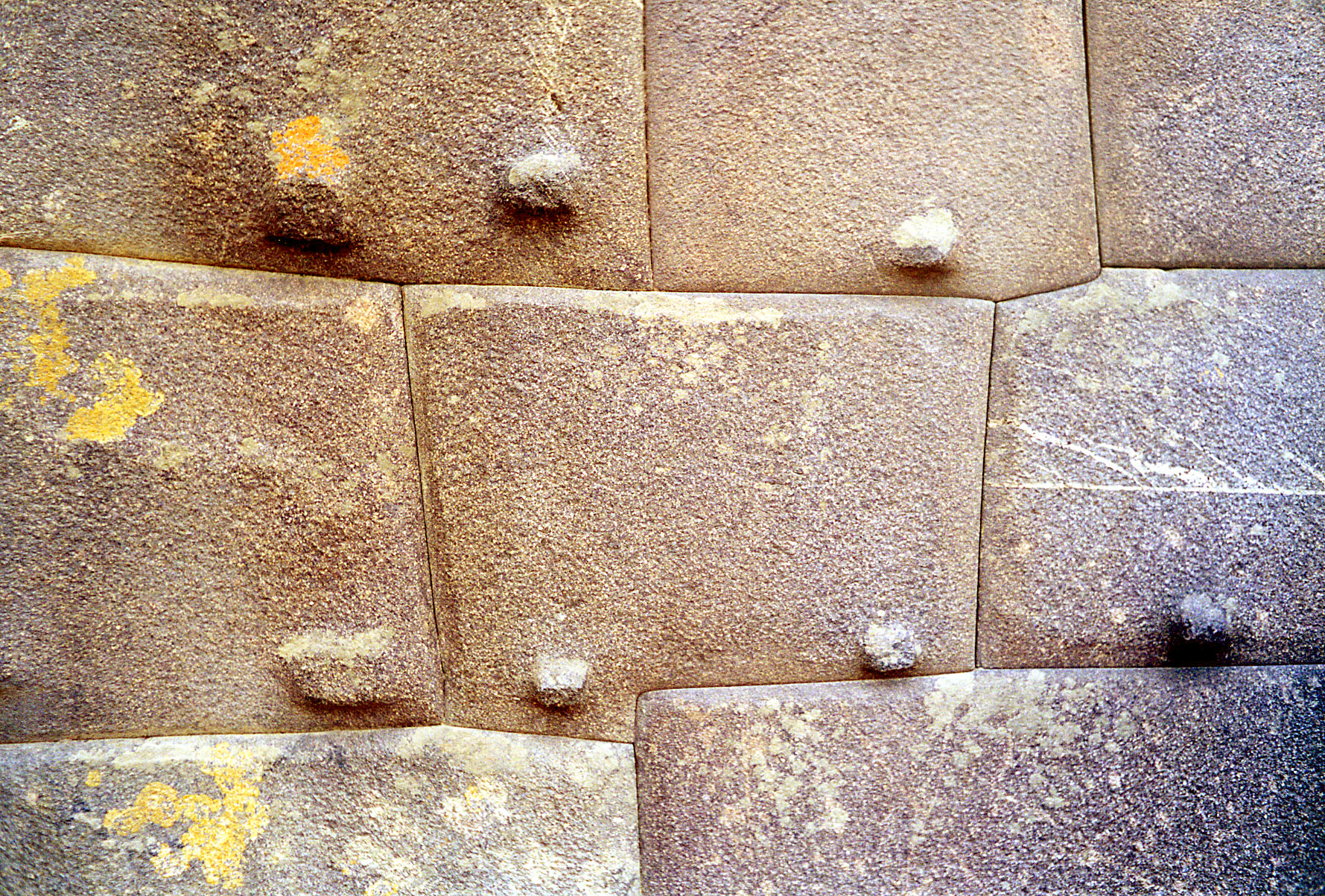
Фрагмент кам'яної стіни інків. Фотографія показує наскільки щільно інки укладали кам'яні брили.

У високогір'ях інки створювали за допомогою стін гірські тераси щоб збільшити продуктивність сільського господарства. Заняття сільським господарством у Андах — дуже складне. Цікаво, що інки настільки вміло перетворювали круті гірські схили на тераси, що у 1500 році в сільському господарстві в Андах було задіяно більше земель аніж сьогодні. Вони вирощували близько 20 видів кукурудзи і 240 видів картоплі. Кукурудзу вирощували на вистотах до 4100 метрів.
Інки будували величні споруди з обтесаного каменя, при цьому не використовуючи цементу. Їх будівлі витримували сильні землетруси, характерні для Південної Америки. Пізніші іспанські будівлі розвалювались до фундаменту від таких катаклізмів.
Те, як інкам вдавалось різати та обробляти камені, не знаючи заліза та сталі, достеменно невідомо. Імовірно для цього вони також використовували камені та частково знаряддя з м'яких металів. У деяких стінах використані брили гігантських розмірів. Так, у стінах фортеці Саксаюаман, неподалік від Куско, можна знайти камені, що важать понад 100 тонн. Найбільше кам'яних пам'яток інків існує у Куско, Мачу-Пікчу та Оллантайтамбо.
У своїх містах, подібно до римлян, інки створювали акведуки (водопроводи).
Очевидно, що досягнення інків базувались не стільки на секретних технологіях та техніках, скільки на ефективному використанні великого обсягу праці.

## Генеалогія Інків

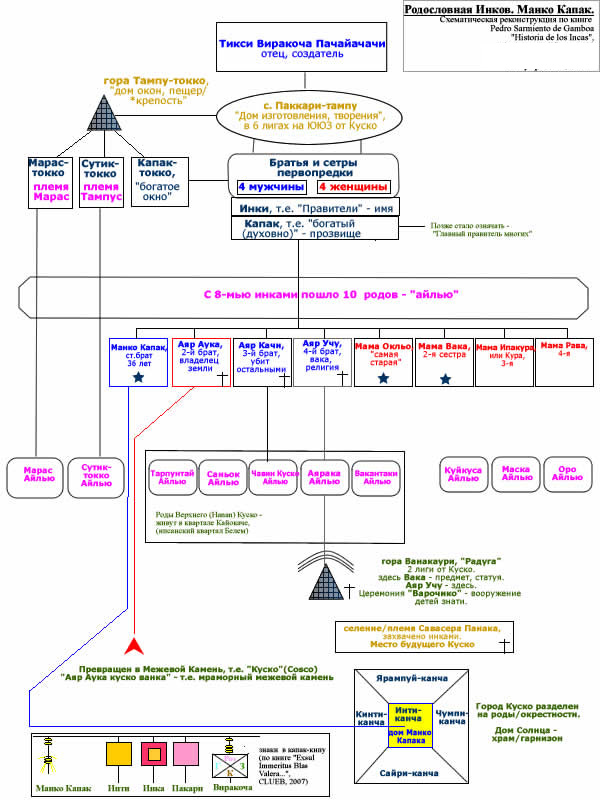
Сарм'єнто де Гамбоа, Генеалогія Інків. Манко Капак (схематична реконструкція С. А. Купрієнко)
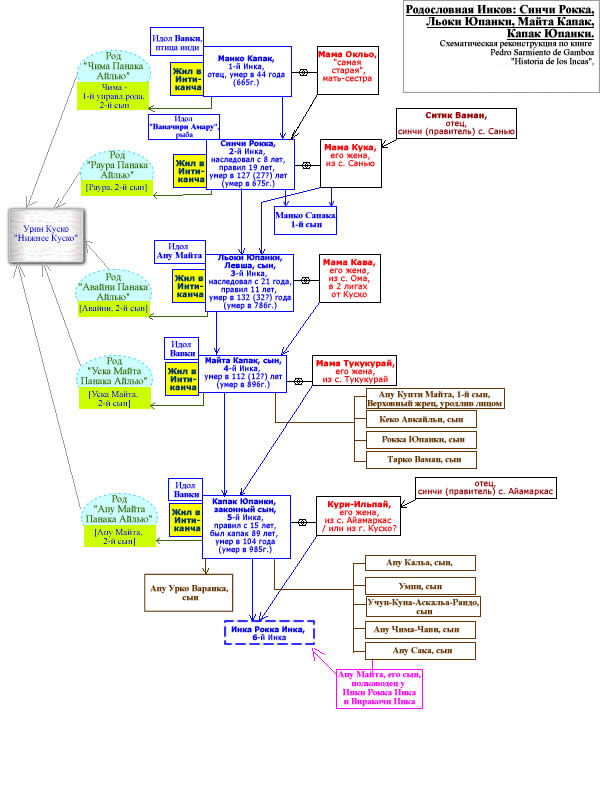
Сарм'єнто де Гамбоа, Генеалогія Інків. Сінчі Рокка, Льокі Юпанкі, Майта Капак, Капак Юпанкі (схематична реконструкція С. А. Купрієнко)
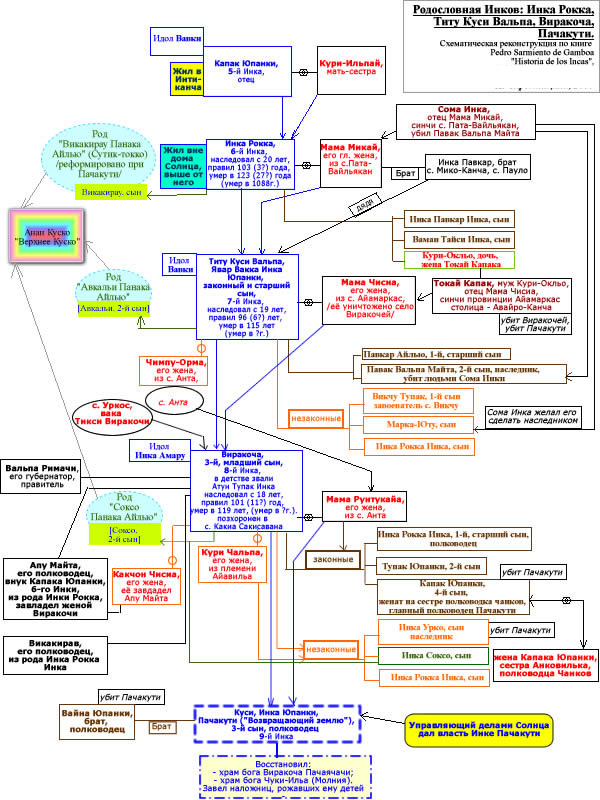
Сарм'єнто де Гамбоа, Генеалогія Інків. Інка Рокка, Тіту Кусі Вальпа, Віракоча, Пачакуті (схематична реконструкція С. А. Купрієнко)
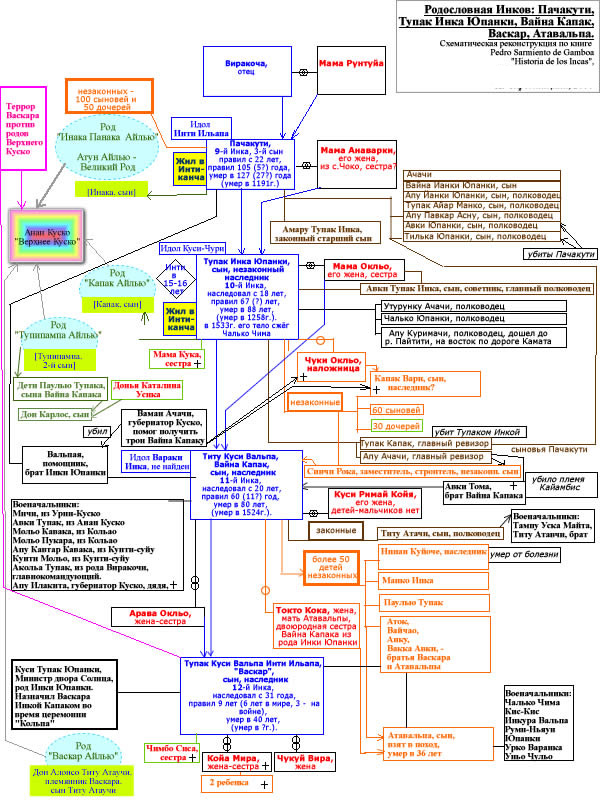
Сарм'єнто де Гамбоа, Генеалогія Інків. Пачакуті, Тупак Інка Юпанкі, Вайна Капак, Васкар, Атавальпа (схематична реконструкція С. А. Купрієнко)

### Книги
- Берёзкин Ю. Е. Инки: Исторический опыт империи. — Л.: Наука, 1991. — 232 с. — ISBN 5020273066. (рос.)
- Историки Доколумбовой Америки и Конкисты. Кн.2. Трактат о происхождении и правлении Инков. Хуан Диес де Бетансос-и-Араус. Фернандо де Монтесинос / под ред. В.А. Рубеля ; пер. с исп. В.Н. Талаха, С.А. Куприенко. – К. : Лыбидь, 2016. – 440 с. – ISBN 966-06-0717-0.
- Куприенко С.А. Источники XVI-XVII веков по истории инков: хроники, документы, письма / Под ред. С.А. Куприенко. — К. : Видавець Купрієнко С.А, 2013. — 418 с. — ISBN 978-617-7085-03-3. (рос.)
- Купрієнко Сергій Анатолійович. Суспільно-господарський устрій імперії інків Тавантінсуйу : автореф. дис. на здобуття наук. ступеня канд. істор. наук : 07.00.02 / Купрієнко Сергій Анатолійович ; КНУ імені Тараса Шевченка. — К. : ЛОГОС, 2013. — 20 с.
- Пачакути Йамки Салькамайва, Куприенко С.А. Доклад о древностях этого королевства Перу / пер. С. А. Куприенко. — К. : Видавець Купрієнко С.А, 2013. — 151 с. — ISBN 978-617-7085-09-5. (рос.)
- Талах В.Н., Куприенко С.А. Америка первоначальная. Источники по истории майя, науа (астеков) и инков / Ред. В. Н. Талах, С. А. Куприенко. — К. : Видавець Купрієнко С.А, 2013. — 370 с. — ISBN 978-617-7085-00-2. (рос.)
- Цивілізації доколумбової Америки / У кн. «Українська і зарубіжна культура». Східний видавничий дім. 2001. С. 137—148.
- Майя, ацтеки та інки. Серія «Дзеркало цивілізацій». К.: Ранок. 2004. 88 с.
- Історія освоєння мінеральних ресурсів Перу / У кн. Білецький В. С., Гайко Г. І. Хронологія гірництва в країнах світу. — Донецьк: Донецьке відділення НТШ, «Редакція гірничої енциклопедії», УКЦентр, 2006. — 224 с. (ч. 1, ч. 2)

### Статті
- Эспинель Суарес А. Особенности философской мысли инков. :  [рос.] // Вопросы философии : журнал. — 1997. — Вып. 3. — С. 132-144. (рос.)
- Купрієнко C. А. Історіографія суспільно-господарського устрою інків. :  [] // Вісник Київського національного університету імені Тараса Шевченка. Історія : журнал. — К., 2011. — Вип. 107. — С. 22-24. — ISSN 1728-2640.
- Купрієнко C. А. «Нові» джерела з історії суспільно-господарського устрою імперії інків Тавантінсуйу. :  [] // Вісник Академії праці і соціальних відносин Федерації профспілок України: Науковий збірник : журнал. — К., 2011. — Вип. 4(60). — С. 110–115.
- Купрієнко C. А. Різновиди торгівлі та ринків в імперії інків Тавантінсуйу. :  [] // Етнічна історія народів Європи: Збірник наукових праць : журнал. — К., 2011. — Вип. 36. — С. 109–114.
- Купрієнко C. А. Система державного управління господарством в імперії інків. :  [] // Дні науки історичного факультету-2011: Матеріали {IV} Міжнародної наукової конференції молодих учених, присвяченої 20-річчю Незалежності України. Вип. {IV:} у 6-х част. : журнал. — К., 2011. — Вип. IV. — С. 33–34.
- Купрієнко С. А. Функціонування системи постоялих дворів, складів і сховищ в Імперії інків. :  [] // Вісник Академії праці і соціальних відносин Федерації профспілок України: Науковий збірник : журнал. — К., 2011. — Вип. 3(59). — С. 110-115.
- Купрієнко C. А. «Хроніка Перу» Педро де Сьєса де Леона: джерелознавчий аналіз. :  [] // Вісник Київського національного університету імені Тараса Шевченка. Історія : журнал. — К., 2011. — Вип. 105. — С. 23–26. — ISSN 1728-2640.
- Куприенко C. А. Хроника Перу» Педро де Сьеса де Леона: источниковедческий анализ. :  [рос.] // Научная конференция XVII Сергеевские чтения : конференция. — М., 2011. — С. 59–60.
- Купрієнко C. А. Імперія інків. Кіпу з Чупачу: організація праці, календар і чисельність населення. :  [] // Дні науки історичного факультету-2012: Матеріали V Міжнародної наукової конференції молодих учених. – Вип. V: у 7-х част. : журнал. — К., 2012. — Вип. V. — С. 19–21.
- Купрієнко C. А. Соціальне становище провінційної еліти в імперії інків Тавантінсуйу. :  [] // Дні науки історичного факультету-2013: Матеріали VI Міжнародної наукової конференції молодих учених. — Вип. VI: у 8-ми част. : журнал. — К., 2013. — Вип. VI. — С. 44–45.
- Куприенко C. А. Историография общественно-хозяйственного устройства империи инков : [арх. 28 травня 2016] :  [рос.] // Проблемы истории, филологии, культуры : журнал. — Москва-Магнитогорск-Новосибирск, 2013. — Вып. 1 (39). — С. 57-64. — ISSN 1991-9484. (рос.)
- Талах В. Н., Куприенко C. А. Календарь доколумбовых индейцев Анд по сведениям Фернандо де Монтесиноса и Бласа Валеры : [арх. 28 травня 2016] :  [рос.] // Проблемы истории, филологии, культуры : журнал. — Москва-Магнитогорск-Новосибирск, 2013. — Вып. 1 (39). — С. 65-75. — ISSN 1991-9484. (рос.)
- Куприенко C. А., Ракуц Н. В. К вопросу о реформировании культа и храмового хозяйства в инкской империи (Перу, XV в.) :  [рос.] // Латинская Америка : журнал. — М., 2013. — Вып. 4. — С. 72-82. — ISSN 0044-748X. (рос.)
- Куприенко C. А., Ракуц Н. В. Система государственного накопления и распределения продукции в империи инков :  [рос.] // Ойкумена. Регионоведческие исследования : журнал. — 2013. — Вып. 2. — С. 87-94. — ISSN 1998-6785. (рос.)
- Куприенко C. А. Фискальная политика империи инков: проблема существования подати, дани, повинностей. :  [рос.] // Научная конференция XVIII Сергеевские чтения : конференция. — М., 2013. — С. 27–28. (рос.)